# Чилгирское сельское муниципальное образование
Чилгирское сельское муниципальное образование — сельское поселение в Яшкульском районе Калмыкии. В состав поселения входят 4 населённых пункта - Зюнгар, Ниицян, Шарва и Чилгир (административный центр).

## География
Чилгирское СМО расположено в северо-западной части Яшкульского района и граничит:
- на западе - с Ялмтинским СМО Целинного района;
- на севере - с Шаттинским, Алцынхутинским и Сарпинским СМО Кетченеровского района;
- на востоке - с Привольненским СМО Яшкульского района,
- на юге - с Яшкульским, Гашунским, Элвгинским и Уланэргинским СМО Яшкульского района.

Территория Чилгирского СМО располагается в пределах одной геоморфологической области - Прикаспийской низменности. Современный рельеф территории несёт на себе следы трансгрессий и регрессий Хвалынского и Новокаспийского бассейнов. Мезорельеф на территории Чилгирского СМО выражен слабо и представлен, в основном, плоскими понижениями, небольшими буграми. По территории Чилгирского СМО разбросано большое количество мелких озерных котловин.

### Климат
Климат СМО резко континентальный с жарким и очень сухим летом и умеренно холодной и малоснежной зимой. Территория характеризуется значительным показателям суммарной солнечной радиации, выраженным годовым ходом температуры воздуха, небольшим количеством выпадающих осадков (среднегодовое количество немногим более 250 мм). Разница между испаряемостью и количеством выпадающих осадков составляет 
800-900 мм, что говорит о большом дефиците влаги. Малое количество осадков в сочетании с высокими температурами обусловливают сухость воздуха и почвы, а, следовательно, и большую повторяемость засух и суховеев. Общее число дней с суховеями составляет 100 - 120 дней
Почвы
Значительное влияние на процессы почвообразования оказывает микрорельеф местности. В резко выраженных западинах и потяжинах, а также блюдцах, получающих дополнительное увлажнение за счёт стока с окружающих мест, формируются лугово-бурые почвы. Бурые полупустынные почвы приурочены к выпуклым поверхностям с хорошо выраженные стоком. Бессточные блюдца и понижения, а также наиболее выровненные пространства с затрудненным поверхностным стоком заняты солонцами.
Гидрография
Через территорию муниципального образования протекают небольшие водотоки, которые принадлежат к бессточным бассейнам и летом пересыхают, образуя отдельные плесы. Главным источником их питания являются талые снеговые воды. Дождевое питание их ничтожно, так как скудные осадки тёплого периода года, как правило, не дают стока, полностью испаряются. Грунтовое питание незначительно

## Население
| 2002  | 2010  | 2011  | 2012  | 2013  | 2014  | 2015  |
| ----- | ----- | ----- | ----- | ----- | ----- | ----- |
| 1016  | ↗1137 | ↘1126 | ↘1087 | ↗1094 | ↘1075 | ↗1092 |
| 2016  | 2017  | 2018  | 2019  | 2020  | 2021  |       |
| ↘1089 | ↗1101 | ↘1094 | ↗1122 | ↗1154 | ↘1138 |       |

По состоянию на 1 января 2012 г. численность населения Чилгирского СМО составляла 1028 человек (6,2% от общей численности населения всего района). Большая часть населения проживает в посёлке Чилгир. Средняя плотность населения в Чилгирском СМО составляет 0,7 чел/км². В Чилгирском СМО относительно высокая доля лиц пенсионного возраста - всего 25,5% (2012 г.). В целом поселение относится к территориям с высоким уровнем демографической старости населения. Демографическая ситуация в целом стабильная. За последние 10 лет наблюдается незначительное снижение численности населения за счёт миграционного оттока.

### Национальный состав
В этническом составе преобладают калмыки - свыше 89 % населения. Также относительно крупные группы населения составляют русские - 4,4 %, чеченцы - 3,3 % и даргинцы - 2,3 %.

## Состав сельского поселения
| № | Населённый пункт | Тип населённого пункта          | Население |
| - | ---------------- | ------------------------------- | --------- |
| 1 | Зюнгар           | посёлок                         | ↗69       |
| 2 | Ниицян           | посёлок                         | ↗82       |
| 3 | Чилгир           | посёлок, административный центр | ↗982      |
| 4 | Шарва            | посёлок                         | ↘8        |

## Экономика
Отраслевая структура экономики Чилгирского СМО имеет моноотраслевой характер. Промышленное производство на территории СМО отсутствует. Ведущей отрасль сельского хозяйства является животноводство. На территории хозяйственную деятельность осуществляют СПК «Чилгир-1», крестьянско-фермерские хозяйства и личные подсобные хозяйства.

## Транспортная инфраструктура
Транспортная инфраструктура развита слабо. Асфальтированный подъезд от федеральной автодороги Р216 (Астрахань - Элиста - Ставрополь) есть только к посёлку Чилгир. Другие населённые пункты СМО дорогами с твёрдым покрытием не обеспечены.